# 2144 Marietta
2144 Marietta (1975 BC1) là một tiểu hành tinh vành đai chính được phát hiện ngày 18 tháng 1 năm 1975 bởi L. I. Chernykh ở Đài vật lý thiên văn Crimean. Nó được đặt theo tên Soviet writer Marietta Shaginyan.